# Christian Zöppritz
Christian Zöppritz, vollständiger Name Johann Jakob Christian Zöppritz (* 16. Juni 1796 in Darmstadt; † 15. Juni 1879 in Cannstatt), war ein deutscher Unternehmer, liberaler Politiker und zeitweise Abgeordneter der 2. Kammer der Landstände des Großherzogtums Hessen.

## Familie
Christian Zöppritz war der Sohn des Unternehmers und Abgeordneten Andreas Zöppritz (1760–1826) und dessen Frau Katharina Margaretha geborene Schwarz (1774–1856). Christian Zöppritz, der evangelischer Konfession war, heiratete am 14. August 1828 in Heidenheim Maria Adelheid geborene Hartmann (1805–1879).

## Ausbildung und Beruf
Christian Zöppritz war gemeinsam mit seinen Brüdern Georg und Karl Mitgründer der Deckenfabrik Gebr. Zoeppritz in Mergelstetten.

## Politik
In der 10. und 11. Wahlperiode (1846–1849) war Christian Zöppritz Abgeordneter der zweiten Kammer der Landstände des Großherzogtums Hessen. In den Landständen vertrat er den Wahlbezirk Starkenburg 2/Groß-Gerau. 1848 war er Mitglied des Vorparlaments.